# Геометричний орнамент (українська вишивка)

Українська вишивка

Геометричний орнамент — візерунок чи узор, утворений з ритмічно поєднаних геометричних елементів, стилізованих рослинних або тваринних мотивів. В такому орнаменті відображається складна система символіки навколишнього світу, магічно-захисна функція людини. Це цілісна енергетична система. Геометричний орнамент української вишивки будується з кіл, крапочок, хрестів, сварг, S-подібних елементів, трикутників, ліній, меандрів, спіралей, квадратів та ромбів тощо.

## Ромб
Ромб є улюбленим символом українців, в орнаменті він зустрічається найчастіше. Ромб перекреслений двома лініями на 4 ділянки — знак плодовитості та родючості. Іноді зовнішній контур ромба збагачений гострими зубцями, гачкоподібними елементами у вигляді кучерів та рогів, в середину ромба вписується восьмипелюсткова зірка або хрест, який поділяє ромб на 4 частини, символізуючи засіяне поле.

## Коло
Ця фігура пов'язана з небесними світилами: Сонцем, Місяцем тощо. Для прадавніх українців Сонце було символом всевидящого божества, центру буття всесвіту, моральної чистоти та духовного світла. Сонце зародилося зі золотого яйця, тому головним атрибутом Великодня є яйце, що фарбується у червоний колір при живому вогні. На Великдень Сонце воскресає та цілий рік освітлює та зігріває Землю. У жертву Сонцю приносять коровай, він завжди має круглу форму та є символом плодючості. Він також є символом небесного весілля, в якому Сонце — наречена, а Місяць — молодий.
Місяць у віруваннях пращурів є володарем царства зірок, він пробуджує на землі зерна життя, створюючи росу, яка рятує врожай від посухи. У жертву місяцю приносять вареники, начинка яких є символом продовження роду, а вареники з маком — символ зоряного неба. Місяць, як і людина, народжується, росте, помирає та відроджується знову. У Місяць закладено символ світлих богів — рівносторонній хрест, променями якого є чотири тижні місяця. На сьомий день Місяць змінює фазу, тому цей день є святим (Неділя).
В орнаментах кола поєднують з квадратами, променями, восьмираменними зірками. Коло — символ єдності, цілісності, безконечності.

## Крапки
За допомогою крапок мисткині вишивали Зорі, що є дітьми Сонця та Місяця. Це Ангели, котрі сидять на небі із запаленими свічками у руках. Кожна людина має свого янгола-охоронця.

## Хрест
Це давній сакральний символ, відомий з дохристиянських часів. Знак Сонця і вогню, за сакральним значенням — символ вічного життя та оберіг від темних сил. Дві перехрещені лінії символізують небесне та земне. Цей знак також є початком відліку для чотирьох напрямків всесвіту: Півночі, Півдня, Сходу і Заходу. Число 4 — це також хрест, написаний рукою без відриву. Хрест також є символом вогню, життя і Сонця.

## Сварга
Сварга, свастика, ламаний хрест, гачковий хрест, млиночок, коловорот, сонцеворот — все це є одним з різновидів хреста. Символ влади світла над темрявою, знак віщування добра, відхилення від нещастя. Сварга асоціюється з вогнем, а саме з родинним вогнищем, це також оберіг дому та родинного щастя.

## S подібні елементи
Є частиною сварги із заокругленими кінцями, також є половинкою числа 8. Це шлях до досконалості.

## Лінії
За допомогою прямої горизонтальної лінії майстрині зображали землю, горизонтальними хвилястими лініями описували воду, а вертикальними хвилястими — дощ.

## Меандр
Це візерунок у вигляді ламаної або кривої лінії зі звивинами, є прадавнім орнаментом. Меандр є символом води, вічності, безконечної зміни дня ніччю, зміни пори року. У буковинських та галицьких узорах зустрічаються половинки меандрів. Однією з різновидностей є безконечник із заокругленими лініями, що схожий на хвильки річки. Меандрами зображали воду, що є символом морального та духовного очищення. Вода вважається святою, тому що діставалася від неба в дар землі для її живлення та плодючості. Вода змиває бруд, зцілює від недуг.

## Спіраль
Є давнім символом сили Сонця та Місяця, природної енергії — повітря, води, вогню та вітру.

## Квадрат
Квадрат і хрест є символами цифри 4, а вона символізує землю, цілісність, повноту та справедливість. Квадрат асоціює чотири сторони світу; чотири стану доби: ранок, день, вечір та ніч; пори року; дитинство, юність, зрілість, старість.